# .properties
.properties — файлове розширення для файлів, які використовуються в основному в технологіях Java для зберігання конфігураційних параметрів програми. Вони також можуть використовуватися для зберігання змінних рядкового типу для локалізації; вони відомі як Property Resource Bundles.
Кожен параметр зберігається парою двох змінних рядкового типу, одна зберігає ім'я параметра (так званий ключ), а інший зберігає значення.
Кожен рядок файлу .properties, як правило, зберігаються значення одного параметру. Декілька форматів є допустимими для .properties, в тому числі ключ=значення, ключ = значення, ключ: значення та сам ключ.
.properties файли можуть використовувати знак номера (#) або знак оклику (!) як перший, не порожній символ в рядку для позначення що подальший текст це коментарій. Зворотна коса риса використовується для ескейпу. Прикладу .properties файлу наводиться нижче:
```
! Знак оклику також може позначати текст як коментарі.

website
 
=
 
<nowiki>http://en.wikipedia.org/</nowiki>

language
 
=
 
English

# Хек нижче каже застосунку продовжити читання

# значення на наступному рядку.

message
 
=
 
Welcome to 
\

          
Wikipedia!

# Додати пропуски до ключа

key
\ 
with
\ 
spaces
 
=
 
This is the value that could be looked up with the key "key with spaces".

# Unicode

tab
 
:
 
\u
0009

```

У наведеному вище прикладі, website є ключем, а відповідним йому значенням є http://en.wikipedia.org/. Рядки, які починаються з ! та # денотують коментарі і не мають ніякого ефекту на значення файлу. Ключ message має значення «Welcome to Wikipedia!», а не «Welcome to Wikipedia» (Знак оклику розглядається як частина тексту). Зауважимо також, що всі пропуски перед словом Wikipedia видалені.
Кодування в .properties файлу ISO-8859-1, також відоме як Latin-1. Всі не-Latin-1 символи повинні бути введені за допомогою символів Unicode ескейп-знаками. По прикладу
\uHHHH де HHHH є шістнадцятковий індекс символу в Unicode кодування. Це дозволяє використовувати .properties файл як ресурс для локалізації. А не-Latin-1 текстовий файл може бути трансформований в правильний .properties файлу з використанням native2ascii інструмент, який поставляється з JDK або з використанням інструментів, таких, як prop2po, який керує перетворення з двомовного формату в .properties з ескейп-символами.